# Microrégion de Boa Vista
La microrégion de Boa Vista est l'une des deux microrégions qui subdivisent le nord de l'État du Roraima au Brésil.
Elle comporte 4 municipalités qui regroupaient 347 333 habitants en 2013 pour une superficie totale de 67 755 km².

## Municipalités[1]
- Alto Alegre
- Amajari
- Boa Vista
- Pacaraima